# 14 Pegasi
14 Pegasi är en vit stjärna i huvudserien i stjärnbilden Pegasus.
14 Pegasi har visuell magnitud +5,07 och är synlig för blotta ögat vid normal seeing. Den befinner sig på ett avstånd av ungefär 275 ljusår.